# Giuseppe Petito
Giuseppe Petito (* Civitavecchia, 25 de febrero de 1960). Fue un ciclista italiano, profesional entre 1981 y 1996, cuyo mayor éxito deportivo lo logró en la Vuelta a España donde conseguiría 1 victoria de etapa en la edición de 1983.

## Palmarés
| 1982 - 1 etapa de la Vuelta a Suecia 1983 - 1 etapa en la Vuelta a España 1984 - Trofeo Laigueglia 1987 - Giro di Campania 1991 - 1 etapa de la Settimana Coppi e Bartali |